# Soatanana

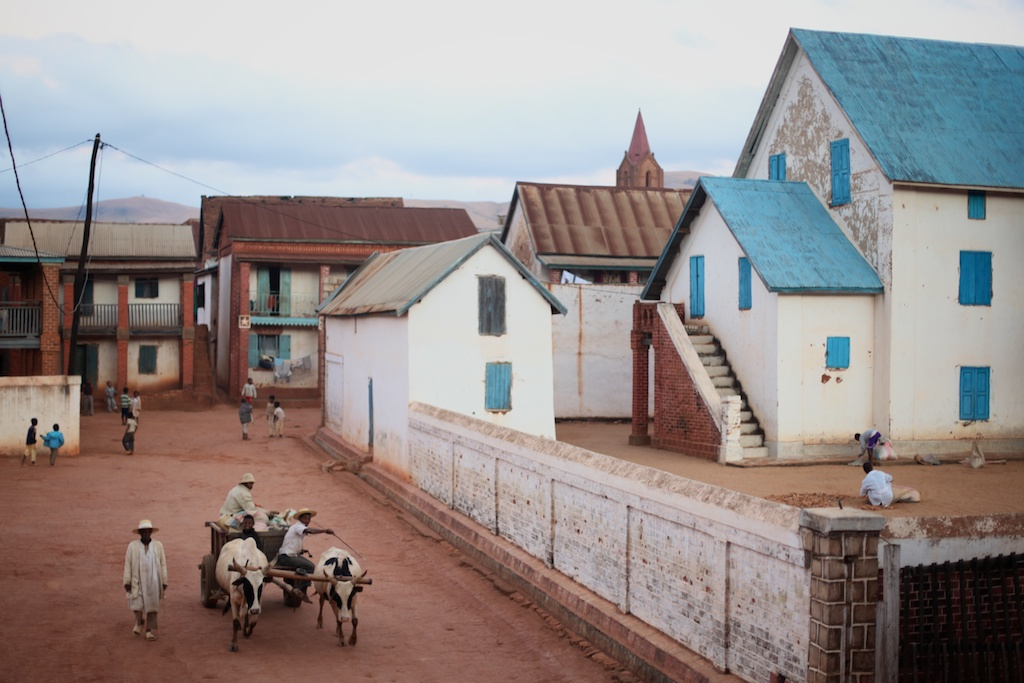
Dorpsplein in Soatanana

Soatanana is een plaats en commune in het zuiden van Madagaskar, behorend tot het district Fianarantsoa II, dat gelegen is in de regio Haute Matsiatra. Tijdens een volkstelling in 2001 telde de plaats 10.389 inwoners.
De plaats biedt lager en voortgezet onderwijs voor jongeren en ouderen. 95 % van de bevolking werkt als landbouwer. De belangrijkste landbouwproduct is rijst en bambare grondnoot; andere belangrijke producten zijn mais, maniok en aardappelen. Verder is 5% actief in de dienstensector.